# Ягоднинська сільська рада (Білозерський район)
Я́годнинська сільська рада (рос. Ягоднинский сельский совет) — сільське поселення у складі Білозерського району Курганської області Росії.
Адміністративний центр — присілок Ягодна.
Населення сільського поселення становить 853 особи (2017; 1012 у 2010, 1275 у 2002).

## Склад
До складу сільського поселення входять:
| Населений пункт   | Населення, осіб (2002) | Населення, осіб (2010) |
| ----------------- | ---------------------- | ---------------------- |
| Леб'яже, присілок | 135                    | 44                     |
| Чимеєво, село     | 482                    | 446                    |
| Ягодна, присілок  | 658                    | 522                    |